# Linda Teuteberg
Linda Teuteberg (nata Marschin; Königs Wusterhausen, 22 aprile 1981) è un avvocato e politico tedesco, membro del Bundestag dal 2017, è stata segretaria del Partito Democratico Libero (FDP) dall'aprile 2019 al settembre 2020 entrando a far parte della leadership del partito guidato dal presidente Christian Lindner.

## Biografia
Teuteberg è nata Linda Merschin il 22 aprile 1981 a Königs Wusterhausen, Germania Est, ed è cresciuta a Görsdorf bei Storkow, Storkow, Brandeburgo, come figlia di un insegnante e di un ingegnere. Si è laureata al Katholischen Gymnasium Bernhardinum di Fürstenwalde e, con una borsa di studio della Studienstiftung, ha studiato giurisprudenza ed economia all'Università di Potsdam.
Teuteberg ha completato il servizio di tirocinante legale presso la Corte d'appello e ha superato l'esame di valutatore nel 2013. Dal 2014 al 2017 ha lavorato presso il Ministero federale dell'istruzione e della ricerca ed è ammessa all'ordine degli avvocati. 
Teuteberg è membro della Fondazione Ludwig Erhard.  Nel novembre 2020 è stata eletta vicepresidente della Fondazione. 

### Attività politica
Teuteberg si unì ai Giovani Liberali nel 1998 e divenne membro del FDP nel 2000. Teuteberg è stata eletta al Landtag di Brandeburgo il 27 settembre 2009 nella lista statale ed è stata sostenuta da Hans-Dietrich Genscher. Lo è stata per cinque anni, partecipando poi  alle elezioni presidenziali tedesche del 2012 il 18 marzo 2012.
Durante la sua permanenza nel parlamento statale, Teuteberg ha fatto parte della commissione giuridica, della commissione per l'elezione dei giudici e della commissione Enquete sulle "conseguenze della dittatura del SED e della transizione verso uno stato costituzionale democratico nel Land Brandeburgo", ed è stata anche membro aggiunto del bilancio, delle finanze, comitati per l'economia, gli affari europei e la politica di sviluppo. È stata portavoce del suo gruppo parlamentare per gli affari legali e dei media. Non ha cercato la rielezione nel 2014. 

#### Membro del Bundestag tedesco, 2017–

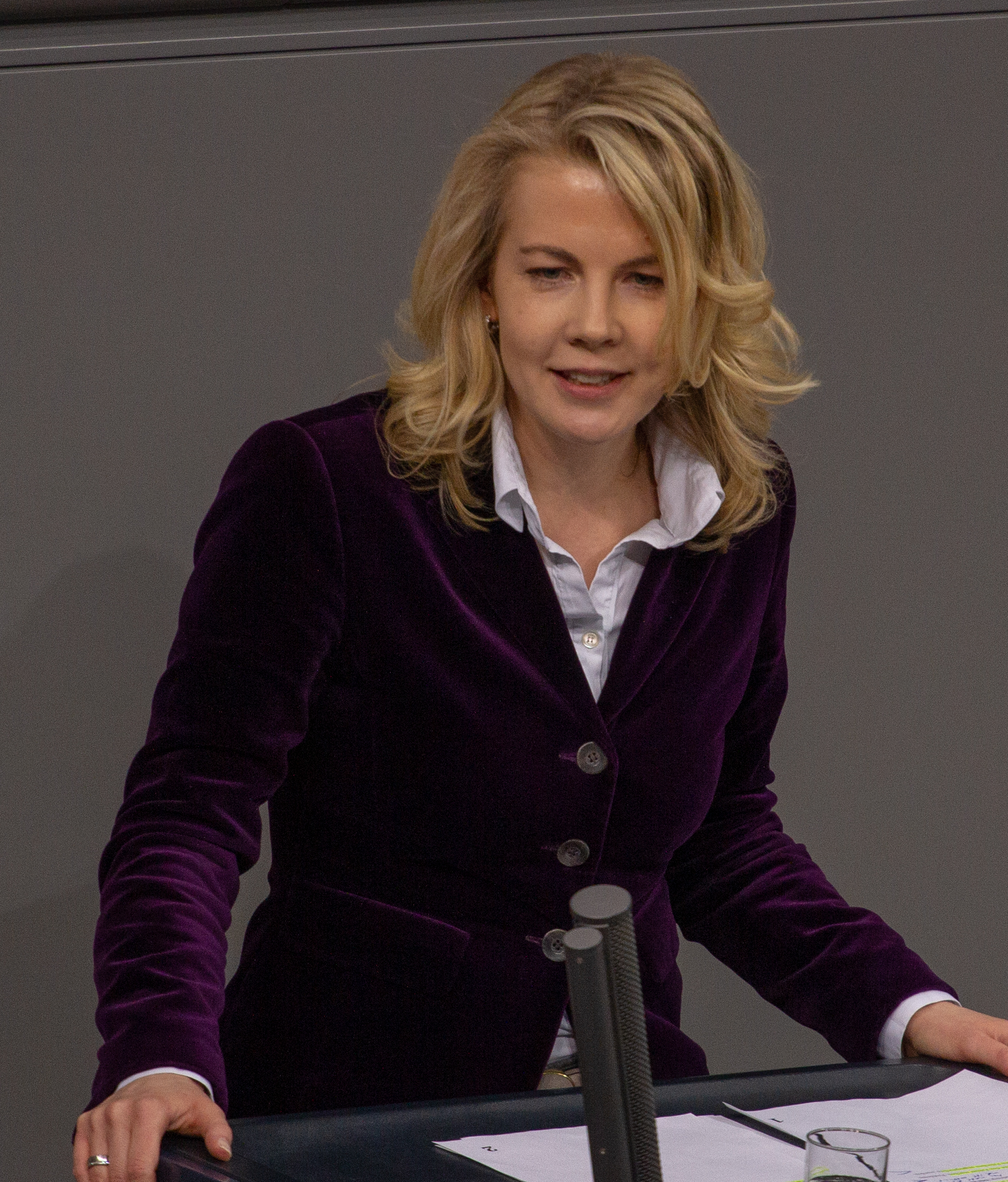
Linda Teuteberg nell'aprile 2019 al Bundestag

In un voto interno nel novembre 2016, Teuteberg ha sconfitto Axel Graf Bülow con il 57% dei voti per diventare il candidato principale dell'FDP (tedesco: Spitzenkandidatin) nel Brandeburgo per le elezioni federali tedesche del 2017. L'FDP ottenne il 7,1% dei secondi voti (9,2% nel collegio elettorale di Teuteberg) nel Brandeburgo. Teuteberg ottenne il 7,5% dei primi voti. 
Dal settembre 2017, Teuteberg è membro del Bundestag tedesco, dove fa parte della commissione per gli affari interni. È anche portavoce del suo gruppo parlamentare sulla politica migratoria.

## Vita privata
Teuteberg è sposata con Björn Teuteberg. È membro della Chiesa evangelica di Berlino.